# Torre San Vincenzo (Genova)
La torre San Vincenzo, già grattacielo SIP o torre Telecom Italia, è un grattacielo di Genova in Italia.

## Storia
Costruito negli anni sessanta su disegno di Melchiorre Bega, Piero Gambacciani e Attilio Viziano, si innalza nella zona di San Vincenzo, di fronte alla stazione di Genova Brignole. L'edificio ha ospitato gli uffici della SIP e, in seguito, di Telecom Italia.
Il grattacielo, ristrutturato nei primi anni duemila, è sede di associazioni e imprese. Dal 2005 ospita la sede genovese di Confindustria, che occupa tre piani dell'edificio. Dal 2022, inoltre, ospita gli uffici della UIL Liguria.

## Descrizione
Raggiunge l'altezza di 105 metri e si innalza per 26 piani + 2 interrati.